# Виейра Диаш, Мануэл Элдер
Мануэл Элдер Виейра Диаш-младший (порт. Manuel Hélder Vieira Dias-júnior; 4 октября 1953, Луанда), он же Kopelipa — ангольский государственный деятель, предприниматель и военный. Один из ближайших сподвижников Жозе Эдуарду душ Сантуша, в 2010-х — начальник президентской военной канцелярии и командующий президентской охраной. Занимал посты государственного министра и директора Бюро национальной реконструкции. Курировал спецслужбы и карательную политику, являлся распорядителем финансово-экономических активов и инвестиционных потоков. В последние годы правления душ Сантуша считался вторым-третьим лицом властной иерархии МПЛА. После прихода к власти Жуана Лоренсу отстранён от государственных должностей и лишился крупных активов.

## Военная коммерция и национальные проекты
Ранние годы Мануэла Элдера Виейры Диаша в источниках не отражены. Известно, что он происходил из луандских мбунду, с молодости состоял в марксистском МПЛА. После прихода МПЛА к власти в независимой НР Ангола участвовал в гражданской войне против антикоммунистических повстанцев УНИТА. Занимался материальным снабжением Южного фронта, постепенно монополизировал эту сферу в правительственных войсках ФАПЛА и ФАА. Создал состояние на поставках обмундирования и продовольствия. Приобрёл политическое влияние в аппарате МПЛА, стал доверенным лицом президента Анголы Жозе Эдуарду душ Сантуша. С начале 1990-х руководил Комиссией стратегической безопасности (COSSE) - этот орган формулировал политический курс в борьбе с УНИТА
22 октября 2004 года назначен директором Бюро национальной реконструкции (GRN). Эта государственная структура получила широкие полномочия в реализации ключевых национальных проектов — трудоустройстве демобилизованных, дорожном строительстве, получении кредитов из КНР. Общая сумма инвестиционных средств, управляемых Виейрой, оценивалась в 10 млрд долларов. Наряду с Бюро национальной реконструкции, он возглавлял медиа-холдинг, туристическую компанию, участвовал в нефтяной госкомпании Sonangol, контролировал крупные объёмы недвижимости и сельскохозяйственные активы, выступает партнёром банковских структур Португалии. Командовал подразделением охраны президента душ Сантуша (USP).
В середине 2000-х у генерала Виейры возник жёсткий конфликт с генералом Фернандо Миалой. Начальник разведывательной службы SIE Миала выступал против коррупционных схем, особенно хищения китайских кредитов. Президент душ Сантуш принял сторону Виейры, Миала был отстранён, арестован, обвинён в заговоре и приговорён к тюремному заключению. 24 февраля 2006 года Виейра сменил Миалу на посту начальника SIE. 

## В высшем эшелоне
В феврале 2010 года Мануэл Виейра возглавил военную канцелярию президента, координирующую все силовые структуры Анголы и был введён в состав правительства Анголы в ранге государственного министра и начальника президентской службы безопасности. Фактически он являлся генеральным уполномоченным президента по безопасности, обороне и в значительной степени по экономике. Сопоставимым с Виейрой влиянием в окружении душ Сантуша обладал только вице-президент Анголы Мануэл Висенте, пришедший на второй государственный пост с руководства Sonangol. Служебно-должностной конфликт начальника военной канцелярии с министром внутренних дел Себаштьяном Мартиншем закончился победой Виейры.
Мануэл Элдер Виейра активно коммерциализировал военно-экономическую политику МПЛА. Был фигурантом крупного скандала, связанного с поставками оружия. Скандально известный международный бизнесмен российского происхождения Аркадий Гайдамак имеет к Виейре юридические и имущественные претензии. Весной 2012 года Виейра (наряду с Висенте) оказался в центре скандала с американской корпорацией Cobalt International Energy: неправительственная организация Global Witness определила его как чиновника-бенефициара нефтяной компании Nazaki, с которой Cobalt не имел права устанавливать деловые отношения. Виейра обладал репутацией одного из самых богатых людей страны по размерам личного состояния.
Важным направлением экономической политики Анголы являлись тесные связи с КНР. Возглавляемое Виейрой GRN являлось стержневой структурой при заключении соглашений с китайскими государственными ведомствами и частными компаниями — в сфере кредитования, экспорта нефти, строительства, логистики инфраструктурных проектов. Виейра был известен как один из главных проводников китайского проникновения в Анголу.
6 января 2012 года известный журналист-расследователь Рафаэл Маркеш подал в Генеральную прокуратуру Анголы заявление о нарушениях действующего законодательства со стороны Мануэла Виейры, Мануэла Висенте и министра Леопольдину Фрагозу — в связи с коммерческой деятельностью государственных чиновников в частной компании Nazaki. В 2013 году прокуратура Португалии направила в Анголу запрос о вызывавшим подозрения переводе на сумму 2,6 млн долларов, истчоником которого являлась GRN. Все расследования, однако, были остановлены.
Генерал Виейра олицетворял генерацию ангольской правящей элиты времён душ Сантуша, сменившую поколение Агостиньо Нето (его функциональным предшественником в прежней эпохе представлялся генерал Каррейра). При этом Виейра был известен как сторонник жёсткого курса — преследований оппозиции, подавления протестных выступлений.
23 ноября 2013 года подчинённые Виейре солдаты президентской охраны убили активиста оппозиционной партии КАСА Мануэла ди Карвалью. Событие получило огласку и резонанс. Регулярно демонстрируемая готовность ангольских властей к политическому насилию связывалась прежде всего с фигурами главы государства, генерала Виейры и генерального секретаря МПЛА Дину Матроса. Однако для начальника президентской военной канцелярии не характерны резкие публичные высказывания, свойственные генсеку. Деятельность Виейры в основном протекала в тени.

## Потеря позиций
В сентябре 2017 года новым президентом Анголы был избран Жуан Лоренсу. Смена главы государства повлекла за собой резкую критику прежних злоупотреблений, громкие коррупционные разоблачения и кадровую чистку. Прежде всего это коснулось членов семьи и ближайшего окружения душ Сантуша.
В первые два года президентства Лоренсу в отношении генерала Виейры не было заведено уголовных дел. Однако его позиции оказались сильно подорваны. Уже 30 сентября 2017 Виейра был снят с постов начальника военной канцелярии и госминистра по безопасности и заменён генералом Педру Себаштьяном. В марте 2018 начальником Службы разведки и госбезопасности (SINSE) был демонстративно назначен Фернандо Миала. Летом 2019 года — предположительно в результате закулисного давления — Виейра и Висенте (уступивший вице-президентство Борниту ди Соуза) передали государственным структурам свои частные активы в структурах Banco Económico и Lektron Capital. Также Виейра вынужден был передать госкомпании порта Луанды права собственности и управления компанией Soportos — Transporte e Descarga, SA.
6 августа 2019 военная прокуратура Анголы задержала бывшего чиновника военной канцелярии Луиша Симана Эрнесту, который рассматривался как «правая рука» Мануэла Виейры. Вскоре он был освобождён, однако наблюдатели расценили этот эпизод как давление на Виейру со стороны преемника Себаштьяна.

## Личная жизнь
Мануэл Виейра женат второй раз. В браке с Ракель Грос имел четверых детей, в браке с Луизой Джиоветти — двоих.
В 2012 год его супруга Луиза Джиоветти оказалась в центре скандала, связанного с приобретением дорогостоящей недвижимости в Португалии.
Прозвище Виейры Копелипа в вольном переводе означает «Князь тьмы». В стране также известно его домашнее имя Нелито.

## Награды
- Орден Дружбы (21 февраля 2008 года, Россия) — за большой вклад в развитие дружественных отношений между Российской Федерацией и Республикой Ангола[20].